# 비토 볼테라
비토 볼테라(이탈리아어: Vito Volterra, 1860년 - 1940년)는 이탈리아의 수학자이자, 물리학자, 생물학자이며, 수리생물학과 적분방정식에 대한 업적에 의해 잘 알려져 있다.

## 생애

### 어린 시절과 업적
비토 볼테라는 교황령에 속해있던 안코나의 매우 가난한 유대인 가정에서 태어났다. 피사 대학교에 진학해 엔리코 베티의 가르침을 받았는데, 볼테라는 이미 그 이전부터 수학에서 재능을 보였다. 그는 1883년에 모교인 피사 대학교의 역학 교수가 되었다. 그는 즉시 그의 관심을 이끈 함수론에 댄한 연구를 시작했고, 이때의 업적은 이후에 볼테라가 적분 방정식과 미분 방정식에 대한 업적을 세우는 데 기여를 했다. 1883년에는 토리노 대학교로부터 기계공학과 교수로 임용되었고, 1900년에는 로마 대학교의 수리물리학 교수가 되었다. 비토 볼테라는 자신의 지도교수였던 엔리코 베티와 마찬가지로 열광적인 애국자였는데, 이 때문에, 1905년에는 이탈리아 왕국의 국왕인 비토리오 에마누엘레 3세로부터 이탈리아 왕국 의회의 상원 의원으로 임명되기도 했다. 같은 해에, 그는 결정의 붕괴에 대한 연구를 시작했는데, 나중에 연성의 자제에 관한 행동에 대해 이해하는 데에 중요한 역할을 했다. 제1차 세계 대전이 일어났을 때 그는 이탈리아 왕국 군대를 위해, 줄리오 두에의 지휘 하에 비행선을 개발했다. 그는 가연성의 수소 대신 비활성의 헬륨을 사용하는 아이디어를 고안했고, 헬륨을 대량으로 생산하기 위한 연구에 몰두했다. 그러나, 전쟁이 끝난 후, 볼테라는 수리생물학분야로 관심을 돌렸다. 이 기간 중 가장 유명한 결과가 로트카-볼테라 방정식이다.

### 파시즘 반대자
1922년에 베니토 무솔리니가 중심이 된 국가 파시스트당이 당 산하의 전위대인 검은 셔츠단을 출격시켜 쿠데타를 일으키자, 비토 볼테라는 파시즘에 반대하는 입장에 섰다. 그리고 1931년에는 1,250명의 교수들 중 의무적 충성 맹세를 거부한 12명중의 1명으로 지목되기도 했다. 그러나 볼테라는 강경한 태도를 취하는 선동가는 아니었다. 하지만, 그가 파시스트당에 대한 충성 맹세를 거부한 결과로, 무솔리니로부터 이탈리아 왕립 학회의 회원 직과 로마 대학교의 교수직을 사임할 것을 강요 받았다. 결국, 그는 제2차 세계 대전이 발발하기 전에 이탈리아를 탈출했고, 죽기 전에서야 로마로 돌아올 수 있었다.